# Xã Lawrence, Quận Stark, Ohio
Xã Lawrence (tiếng Anh: Lawrence Township) là một xã thuộc quận Stark, tiểu bang Ohio, Hoa Kỳ. Năm 2010, dân số của xã này là 13.702 người.